# Guwanç Nurmuhammedow
Guwanç Nurmuhammedow (russisch Гува́нч Нурмухамме́дов, wiss. Transliteration Guvanč Nurmuchammedov; * 17. November 1976) ist ein ehemaliger turkmenischer Judoka. Er trat bei den Olympischen Sommerspielen 2008 in Peking, den Asienmeisterschaften 1999 und den Asienspiele 2002 an, wo er jeweils die Silbermedaille gewann. Er war zudem Fahnenträger für Turkmenistan bei den Eröffnungszeremonien.

## Leben
1996 wurde Guwanç Nurmuhammedow Bronzemedaillengewinner bei der Judo-Weltmeisterschaft der Studenten in Jonquière. 1999 gewann er bei den Asienmeisterschaften in Wenzhou eine Silbermedaille. Im Finale der Gewichtsklasse bis 66 kg unterlag er dem Iraner Ārash Miresmāeli. 2002 gewann er bei den Asienspielen in Busan ebenfalls die Silbermedaille. In der Gewichtsklasse bis 66 kg besiegte er Bhupinder Singh aus Indien, Arash Miresmaeli aus dem Iran und Gantömöriin Daschdawaa aus der Mongolei, verlor jedoch im Finale gegen Kim Hyun-ju aus Südkorea.
2008 nahm er mit der turkmenischen Nationalmannschaft bei den Olympischen Sommerspielen in Peking teil. Er trat in der Gewichtsklasse bis 66 kg an und verlor gegen den späteren Bronzemedaillengewinner Pak Chol-min aus Nordkorea in der zweiten Runde. Im Anschluss verlor er auch gegen Giovanni Casale aus Italien in der Trostrunde.